# Louis Gallait
Louis Gallait (født 9. maj 1810 i Tournai, død 20. november 1887 i Bryssel) var en belgisk historiemaler.
I sin fødeby oplærtes han under Hennequin nærmest i den Davidske kunstretning, i Antwerpen fik studiet af Rubens og van Dyck betydning for hans kolorit (udførte her Kristus helbreder en blind, 1833, katedralen i Tournai); men først opholdet i Paris og bekendtskabet med Delaroche virkede afgørende på hans opfattelse af historiemaleriets mål og midler. Her malede han blandt andet Farende musikanter (museet i Liège), Hertugen af Alba, Hiob og hans venner (i Luxembourgmuseet), Antiochias erobring (1840), et slagbillede for Versailles. Hans berømmelse daterer sig dog først fra Karl V's tronfrasigelse (1841, museet i Bryssel); dets efter datidens opfattelse glimrende farverige teknik vakte furore under dets turné i Tyskland og andre steder. Lignende lykke gjorde Egmonts sidste øjeblikke (1848) og det gribende, grandiost, men lidt melodramatisk virkende Skyttegildet i Bryssel viser Egmont og Hoorn den sidste ære (1851, rådhuset i Tournai, replika i Antwerpens museum).
Så højt samtiden hævede disse — kunsthistorisk altid fremragende — værker med den lysende farvepragt, der dog smagte stærkt af atelierbryg og udvortes effekt, og med sans for prægnant, men lidt teatermæssig karakterskildring, så lavt på rangstigen stillede et senere kunstsyn dem. Med de her nævnte arbejder havde Gallait væsentlig udtømt sin evne; i de mange senere hviler han på de alt vundne laurbær: Tasso i fængslet, det smukke Den fangnes familie (1855), Johanne den Vanvittige (1856, museet i Bryssel), Frants I hos den døende Lionardo da Vinci (1857), Alba underskriver dødsdommen (1863), Pesten i Tournai (1882, museet i Bryssel) med mange flere; i Berlins Nationalgalleri: Grev Egmonts sidste øjeblikke (1858), i Bryssels museum Violinspilleren. Gallait malede en del portrætter, Pius IX (1861) m. v. Om hans anseelse vidner blandt andet hans udnævnelse til medlem af adskillige akademier; til ære for Karl V's tronfrasigelse lod byen Bryssel slå en medalje.